# Norbert Balit
Norbert Balit (né le 1er juin 1948 à Bordj Bou Arreridj en Algérie) est un journaliste de télévision et homme de médias français. Il a notamment exercé des fonctions hiérarchiques à France 3, Antenne 2, La Cinquième, TF1 et dans le groupe Canal+.

## Biographie
Norbert Balit débute en 1973 comme journaliste-reporter à FR3 Nord-Picardie puis devient correspondant de Radio-France et d'Antenne 2 pour l'Amérique latine. À la fin des années 1970, il rejoint la rédaction nationale de France 3, où il participe notamment à la création de Soir 3 qu'il présente entre 1979 et 1980. Il collabore avec TF1 de 1980 à 1987 où il est successivement grand reporter, présentateur, chef de service puis correspondant permanent au Proche-Orient, en poste à Beyrouth, en pleine guerre du Liban. Passé à Antenne 2, il est rédacteur en chef des journaux du week-end  de 1987 à 1989 et est également, avec Jean-Marie Cavada, créateur et coproducteur de l'émission La Marche du siècle. Il occupe les fonctions de directeur de l'information sur France 3 de 1989 à 1994 avant de claquer la porte de la chaîne peu après l'entrée en fonction de Jean-Pierre Elkabbach à la tête de France-Télévision.
En mai 1994, il rejoint RMC comme directeur de l'information et directeur adjoint de l'antenne fonction qu'il abandonne en septembre 1995 dernier pour « convenances personnelles ». En 1996, il est nommé directeur délégué auprès du président de la Cinquième, Jean-Marie Cavada, directeur des antennes et des programmes de la chaîne.
Il rejoint l'année suivante le groupe Canal+ où il est nommé rédacteur en chef de la chaîne thématique Forum Planète en octobre 1997, puis délégué général de MultiThématiques en 1999 et directeur général adjoint de la chaîne d'information I-Télé  en 2001, poste qu'il  quitte en avril 2004.
Candidat aux postes de président de Radio France en 2004 et de France Télévisions en 2006, il crée sa propre société de production fin 2006, Adamis, qui produit documentaires, magazines, fictions, émissions de flux et programmes courts.